# Società Sportiva Amatori Modena 1973
Questa voce raccoglie le informazioni riguardanti l'Amatori Modena nelle competizioni ufficiali della stagione 1973.

## Maglie e sponsor
| 1ª divisa |